# Invasionen af Danmark i 1940
Invasionen af Danmark i 1940 (Unternehmen Weserübung) var det tyske angreb på Danmark den 9. april 1940 under 2. verdenskrig. Angrebet var underordnet hovedangrebet mod Norge (Weserübung Nord). Kodebetegnelsen Weserübung betyder Weser-øvelse på dansk efter floden Weser i det nordvestlige Tyskland.
Danmarks strategiske betydning for Tyskland var formentlig begrænset til, at landet kunne benyttes som udgangspunkt for operationer mod Norge med henblik på sikring af forsyningslinjerne til styrkerne der, ligesom radarsystemerne blev opbygget med henblik på pejling af engelske fly på vej til tyske mål. Angrebet på Danmark var et brud på den ikke-angrebsaftale, som Danmark havde indgået med Tyskland mindre end ét år tidligere. Oprindelig gik planen ud på at presse Danmark til at godtage, at tyske land-, flåde- og flystyrker kunne benytte dansk territorium, men efter en ændring af planerne krævede Adolf Hitler, at både Norge og Danmark skulle invaderes og besættes. Det danske forsvar var talmæssigt og udstyrsmæssigt underlegent, og de danske styrker udkæmpede kun en kort kamp for at markere neutralitetsværn.
Den danske regering indstillede modstanden mod det tyske angreb efter mindre end to timers kamp af frygt for, at tyskerne skulle bombe København, som de havde gjort i Warszawa under felttoget i Polen i september 1939. På grund af kommunikationsvanskeligheder fortsatte enkelte danske enheder dog med at kæmpe endnu et stykke tid, men efter yderligere to timer var alle kamphandlinger indstillet.

## Baggrund
I foråret 1939 begyndte den kongelige engelske flåde, Royal Navy, at betragte Skandinavien som en potentiel slagmark i en fremtidig konflikt med Nazi-Tyskland. Det tyske angreb på Norge og Danmark udsprang i høj grad af Storbritannien og Frankrigs krigserklæring mod Tyskland den 3. september 1939. Neville Chamberlains regering var ikke meget for at involvere sig i en ny storkonflikt på det europæiske kontinent og overvejede at indføre en blokade for at svække Tyskland. Den tyske rustningsindustri var afhængig af import af jernmalm fra Kiruna i Nordsverige. Om vinteren, når Den Botniske Bugt var frosset til, blev jernmalmen udskibet fra den nordnorske havneby Narvik. Britisk kontrol med den norske kyst ville dermed bidrage til at styrke blokaden af Tyskland. Samtidig ville et engelsk engagement i Norge – mod de svenske miner – betyde, at svenskerne måtte tage stilling i krigen: Om landet var med eller mod Tyskland. Begge dele kunne være attraktivt for Vestmagterne. Gik svenskerne med dem, ville malmen for alvor være taget fra tyskerne og var sikret for englænderne. I 1939 var England nemlig langt mere afhængig af svenske malmleverancer end Tyskland. Gik svenskerne derimod med tyskerne, ville det betyde en skandinavisk front. Det var et perspektiv, som Frankrig ikke var uinteresseret i. Vestmagterne var ikke alene om at interessere sig for Norge. Det var tyskerne også.
I oktober 1939 diskuterede chefen for den tyske Kriegsmarine storadmiral Erich Raeder og Adolf Hitler den trussel, som eventuelle britiske baser i Norge ville udgøre. Raeder argumenterede for, at kontrol over Norge ville gøre det muligt at kontrollere havområderne i nærheden og tjene som udgangspunkt for ubådsoperationer mod Storbritannien. På dette tidspunkt var de andre grene af Wehrmacht ikke interesserede i forslaget, og Hitler havde netop udsendt et direktiv, som fastslog, at hovedopgaven for Wehrmacht var en offensiv gennem Nederlandene.
Efter udbruddet af Vinterkrigen mellem Finland og Sovjetunionen øgedes både de Vestallierede (Storbritannien og Frankrig) og Tysklands interesse for Norden. Storbritannien og Frankrig ville gerne bistå Finland og søgte om tilladelse fra de neutrale lande Norge og Sverige til at transportere tropper og forsyninger gennem de to lande. Hitler frygtede, at hans modstandere ville stationere tropper i de nordiske lande, hvorfra de kunne true Tyskland, ligesom britisk-fransk kontrol over Norden ville stoppe tyskernes import af jernmalm fra Nordsverige. Norge og Sverige ville imidlertid ikke gå med til troppetransporter og stationering af allierede tropper i Nordnorge og Nordsverige.
Den tyske marine ønskede baser for ubåde i Norge, hvorfra de lettere ville kunne komme ud i Atlanterhavet og true de amerikanske konvojer med forsyninger til Storbritannien. Samtidig havde Hitler brug for en hurtig og overbevisende sejr, som kunne fjerne modstanden mod ham i den tyske militære ledelse. Danmark var strategisk set ikke vigtig for Tyskland, bortset fra at Danmark kunne bruges som udgangspunkt for operationer mod Norge ved at styrke forsyningslinjen.
Oprindelig havde Hitler kun planer om at tvinge Danmark til at godtage "en begrænset krænkelse af landets suverænitet", så Wehrmacht kunne benytte Nordjylland som base og Aalborg som en mellemlandings- og kampflyveplads. Den 1. marts 1940 udstedte Hitler et direktiv om, at både Norge og Danmark skulle invaderes, og den 5. marts 1940 fik general Leonhard Kaupisch kommandoen over invasionen af Danmark, Weserübung-Süd.

### Dansk-tysk ikke-angrebspagt
Danmark og Tyskland indgik den 31. maj 1939 en ikke-angrebspagt. Pagten var en indirekte konsekvens af den tyske besættelse af det tjekkoslovakiske Sudeterland i 1938. USA's præsident, Franklin D. Roosevelt, rettede nemlig henvendelse til den tyske rigskansler, Adolf Hitler, for at få en garanti for, at Tyskland ikke angreb en række navngivne småstater, heriblandt Danmark. Henvendelsen gav Hitler en lejlighed til at vise verden, at Tyskland var fredselskende. Han tilbød derfor en række småstater, heriblandt de skandinaviske, en ikke-angrebspagt. Den danske udenrigsminister P. Munch (R) så ingen anden mulighed end at acceptere pagten, men han så helst, at Norge og Sverige samtidig tiltrådte den for at fjerne noget af den negative opmærksomhed fra Danmark. Tanken om nordisk enighed fik dog ingen støtte fra de to andre lande, og resultatet blev, at kun Danmark accepterede ikke-angrebspagten. Af pagtens tillægsprotokol fremgår det, at almindelig neutralitetspolitik ikke var omfattet af pagten. Dette punkt blev indføjet på dansk foranledning for at sikre, at Danmark kunne opretholde samhandel med Storbritannien i tilfælde af, at Tyskland og Storbritannien kom i krig.
I pagten stod der: "Kongeriget Danmark og det tyske Rige vil i intet Tilfælde skride til Krig eller nogen anden Art af Magtanvendelse mod hinanden". Traktaten blev indgået mellem Danmarks udenrigsminister P. Munch og det tredje riges rigsudenrigsminister Joachim von Ribbentrop og gjaldt i 10 år med mulighed for forlængelse.

## De involverede styrker

### Tysklands styrker og angrebsplaner
Den 5. marts 1940 blev general Leonhard Kaupisch udpeget til øverstkommanderende for operationerne mod Danmark. Hans stabschef var generalmajor Kurt Himer. Planen var, at der inden for et relativt kort tidsrum om morgenen den 9. april 1940, skulle iværksættes en række angreb på Danmark. Disse skulle både komme fra landjorden, fra søsiden og fra luften.
Den 2. april 1940 fastsatte Hitler datoen for angrebet til den 9. april 1940 kl. 04:15 (05:15 tysk sommertid). Det var planlagt, at en forstærket bataljon (II/IR 308 af 198. Infanterie-Division) i troppetransportskibet "Hansestadt Danzig", eskorteret af isbryderen "Stettin" (Marine-Gruppe 8), skulle sejle nord om Sjælland, gå i land i København, erobre Kastellet og sikre sig, at kong Christian 10. og den danske regering ikke flygtede fra landet. Samtidig skulle den tyske ambassadør i København, Cecil von Renthe-Fink, præsentere den danske udenrigsminister for de tyske krav om at acceptere okkupation.
Den 198. Infanterie-Division (en) på 14.500 soldater under kommando af generalmajor Otto Röttig skulle erobre Sjælland og Lolland-Falster. Divisionens hovedstyrke skulle landsættes i Korsør og rykke nordøst mod København, mens en mindre styrke skulle besætte Nyborg på Fyn for at sikre landgangen. Derudover skulle faldskærmstropper fra 4./FJR 1 landsættes på Masnedø, erobre Masnedøfortet og sikre Storstrømsbroen. En bataljon (III/IR 305) skulle tage de tyske færger "Mecklenburg" og "Schwerin" fra Warnemünde til Gedser, og rykke nordover.
I Jylland stod 170. infanteridivision og 11. skyttebrigade med ansvaret. En mindre styrke af 170. ID skulle gå i land i Middelfart og Snoghøj for at tage Lillebæltsbroen. Den 8.800 mand store 11. Schützen-Brigade (motoriseret), under kommando af oberst Günther Angern og forstærket med MG-Bataillon 4 og 14 fra "General Göring"-regimentet, skulle krydse grænsen ved Padborg og Rens. Derefter skulle de rykke nordover for at slutte sig til faldskærmstropperne, som tidligt om morgenen skulle nedkastes over Aalborg for at erobre de to flyvepladser dér. Hovedparten af 170 ID rykkede med Panzerabteilung z.b.V. 40, incl mot. korpsartilleri og to pansertog skulle støtte fremrykningen i Jylland med 43 kampvogne af typen Pz.Kpfw. I og Pz.Kpfw. II samt panservogne af typen Sd.Kfz. 222 (4x4) og Sd.Kfz. 231 (8×8).
Luftwaffes X. Fliegerkorps skulle stille 10 eskadriller bombefly og 10 jagereskadriller til rådighed for operationen, i alt ca. 250 fly. Flyene skulle angribe Værløselejren for at nedkæmpe de danske jagerfly på jorden og "demonstrere" over København. Det var formålet at skabe frygt, men tyskerne havde ikke aktuelle planer om terrorbombe byen. Kun i tilfælde af modstand var de militære forlægninger Bådsmandsstræde Kaserne, Ingeniørtropperne, Artillerikasernen m.fl. udpeget som bombemål. To eskadriller Stuka styrtbombefly skulle holdes i beredskab i Tyskland, og desuden skulle korpset stille et antal rekognoscerings- og transportfly til rådighed.
En civilklædt gruppe fra specialstyrken Baulehrbataillon z.b.V. 800 (ofte blot kaldet "Brandenburger") skulle krydse grænsen et par timer før invasionen, for at hindre at danskerne sprængte vigtige anlæg i luften. Kriegsmarine skulle sørge for de nødvendige krigs- og transportskibe til operationen.

### Danmarks forsvar i 1940
I 1937 var det blevet tydeligt for den danske regering, at det danske forsvar måtte moderniseres og udvides for at kunne afskrække naboen i syd. Samme år blev en udvidelse af Hæren påbegyndt. Blandt andet blev der oprettet en generalstab, to divisioner – én for forsvaret af Sjælland og én for forsvaret af Jylland, samt en garnison på Bornholm; Hærens Flyvertropper blev omstruktureret, og der blev oprettet støtteenheder inden for luftværn, ingeniørtropper og transportenheder.
Socialdemokraten Alsing Andersen var forsvarsminister og som sådan politisk chef for både Krigsministeriet og Marineministeriet. Generalløjtnant William Wain Prior var chef for Hæren og viceadmiral Hjalmar Rechnitzer for marinen. Den Sjællandske Division var under kommando af generalmajor Hans Rolsted, mens Den Jydske Division var under kommando af generalmajor Frederik Christian Essemann og havde hovedkvarter i Viborg.
De to divisioner bestod af syv infanteriregimenter, to kavaleriregimenter, Den Kongelige Livgarde og tre feltartilleriregimenter. Men regimenterne var egentlig små administrative stabe ansvarlige for optræningen af 6.600 værnepligtige hvert år, noget som indebar, at regimenterne var alvorligt underbemandede. I løbet af vinteren 1939-1940 blev Hæren delvis mobiliseret, og den 9. april 1940 havde den danske hær i alt 15.000 mand, hvoraf 8.000 af dem var værnepligtige.
Den danske hær og marine havde meget forældet materiel, og ingen eller kun lidt felterfaring. Den danske hær havde ikke været i kamp siden 1864, da den kæmpede mod Preussen og Østrig i den 2. Slesvigske Krig. De fleste danske soldater var udrustet med geværet M.1889, men var på gruppebasis godt udrustet med maskingeværer af typen Madsen M.1929 eller rekylgeværer af typen Madsen M.1924. En af de danske soldaters få fordele i den korte konflikt var 20 mm Madsen maskinkanonen, som viste sig at være et godt panserværnsvåben. Hæren havde også 37 mm Bofors M.1937 panserværnskanoner organiseret i kanon-kompagnier. Som luftværn havde den danske hær luftværnskanonen 75 mm L/49 M.1932. Tre batterier var stationeret i Sønderjylland, og ramte flere af tyskernes bombe- og jagerfly i løbet af den fire timer lange kamp mod tyskerne.
Hæren blev støttet af Hærens Flyvertropper, som bestod af to jagereskadriller udrustet med 13 Gloster Gauntlet dobbeltdækkere og syv af de moderne hollandske jagerfly Fokker D.XXI. Desuden havde Hærens Flyvertropper 28 rekognosceringsfly og 19 skolefly. Den danske hærs flystyrker var stationeret i Værløselejren ved København.
Den danske marine havde sin hovedbase på Holmen i København, men som følge af mobiliseringen var orlogsfartøjerne blevet udstationeret forskellige steder i landet. Marinen var blevet kraftigt nedskåret i mellemkrigstiden og bestod blot af 1.500 mand og 58 fartøjer (2 artilleriskibe, 6 torpedobåde, 7 undervandsbåde, 3 minelæggere, 9 minestrygere, 4 inspektionsskibe, samt værksteds- og opmålingsskib). De fleste skibe var gamle og forældede. De bedste fartøjer var de to ældre artilleriskibe Peder Skram og Niels Juel. De mest moderne var tre torpedobåde bygget i begyndelsen af 1930'erne og fire undervandsbåde. Marinen havde Marinens Flyvevæsen, som bestod af to luftflotiller (på eskadrillestørrelse), en af dem udrustet med 13 gamle Heinkel HE 8 vandfly med hovedbase i København og en luftflotille udrustet med 8 af de ældre Hawker Nimrod Mk. II jagerbiplaner med base i Avnø.
Kystdefensionens forter ved København (Middelgrundsfortet, Flakfortet og Dragør Fort) var ikke krigsbemandende. På Middelgrundsfortet havde man i begyndelsen af april 1940 gjort klar til at modtaget 450 nye rekrutter den 9. april. Masnedøfortet ved Storstrømmen var ikke operativt, og var derfor kun bemandet med en civil fortmester og to værnepligtige.
Ved 2. verdenskrigs begyndelse i september 1939, udlagde den tyske marine minefelter i internationalt farvand ved indgangene til Østersøen. I november 1939 blev den danske regering fra tysk side presset til også at udlægge minefelter i dansk territorialfarvand i Øresund, samt Store- og Lillebælt. Tyskerne mente at have konstateret, at britiske ubåde var passeret neddykket ind i Østersøen gennem dansk territorialfarvand, til trods for, at dette var forbudt i henhold til de danske neutralitetsbestemmelser. De danske minefelter blev bevogtet af danske orlogsfartøjer og de tyske tilsvarende af tyske fartøjer. I slutningen af marts 1940 begyndte tyskerne at rydde gennemgange igennem deres egne minefelter. Også ved indsejlingen til Københavns Havn, var der lagt kabelminefelter, idet det i henhold til de danske neutralitetsbestemmelser ikke var tilladt fremmede krigsskibe at gå ind i havnen. Imidlertid var minefelterne i foråret 1940 deaktiverede grundet kulde og bevogtningen inddraget på grund af store mængder is i Øresund.

## Invasionen
Den 8. april 1940 blev der beordret generelt alarmberedskab i hæren. Dette indebar, at soldaterne fik udleveret skarp ammunition, forbindingspakker og identifikationsmærker. Hjelmen kunne tages af, mens lædertøjet kun kunne løsnes. Mandskabet kunne hvile sig i deres senge, men lyset måtte ikke slukkes og dørene skulle stå åbne. Køretøjernes motorer skulle varmes op med passende mellemrum. I marinen blev beredskabet ikke forhøjet, et forhold, der gav anledning til en så voldsom kritik, at chefen for Søværnskommandoen, viceadmiral Hjalmar Rechnitzer, kort efter måtte gå af.
| Citat                                                  | Ved direkte angreb på dansk territorium, skal styrkens opgave og kampens hensigt være en klar og utvetydig tilkendegivelse af viljen til forsvar - uanset styrkeforholdene. | Citat |
| Ordre til de danske soldater inden den tyske invasion. | |       |

Klokken 01:00 om morgenen den 9. april 1940 fik det tyske troppetransportskib "Hansestadt Danzig" Helsingør i sigte. Skibet medbragte en forstærket bataljon og var sejlet nord om Sjælland gennem Storebælt. En time senere sejlede færgerne "Mecklenburg" og "Schwerin" fra Warnemünde med de tyske tropper som skulle gå i land i Gedser. Samtidig gik linjeskibet "Schleswig-Holstein" på grund på Vengeancegrunden i Storebælt, mens resten af eskadren med tropperne som skulle landsættes i Korsør fortsatte nordover. Imens i København drøftede general Leonhard Kaupischs stabschef generalmajor Kurt Himer og ambassadør Cecil von Renthe-Fink den forestående diplomatiske aktion.
Klokken 03:30 krydsede en tysk patrulje grænsen ved Nyhus Sø, og gemte sig hos en hjemmetysker (tysksindet dansk statsborger) i landsbyen Rønsdam. Disse soldater skulle senere sikre Padborg Station før det første tyske pansertog rullede over grænsen mod nord. Imens sneg en gruppe civilklædte soldater fra Brandenburger-afdelingen sig ind i Padborg. Samtidig modtog Generalstaben en melding fra garnisonen i Tønder og grænsegendarmeriet mellem Møllehus Kro og Rens om, at man kunne høre motorstøj og kommandoråb syd for grænsen. På grænsen ved Kruså var situationen derimod rolig. Danskerne fik de første advarsler, da Søværnskommandoen modtog en melding fra torpedobåden "Glenten" om, at de havde bjerget 32 tyske soldater aftenen før, efter at en tysk slæbebåd var forlist i Storebælt klokken 21:20 efter en kollision med et andet tysk skib. Meldingen var forsinket, fordi den af sikkerhedsgrunde ikke måtte sendes via radio. Forsvarsminister Alsing Andersen og chefen for den danske marine, viceadmiral Rechnitzer, blev vækket og informeret om situationen.
Klokken 03:40 beordrede kaptajnen på inspektionsskibet "Ingolf" klart skib fordi han opfattede situationen med stadig flere mørklagte tyske skibe omkring sig som truende. Fem minutter senere fik Den Jyske Division melding fra garnisonen i Tønder om, at man kunne høre motorstøj fra Rens til Aventoft. Klokken 03:55 observerede udkigsposten på Middelgrundsfortet to skibe (isbryderen "Stettin" og passagerskibet "Hansestadt Danzig") på vej mod København, og alarmerede vagthavende kystløjtnant. Han gav ordre til at belyse fartøjerne med projektører og hejse det internationale stopsignal. Da skibene ikke reagerede, gav han ordre til at affyre varselsskud, men kanonen virkede ikke, og skibene fortsatte.
Samtidig ringede den tyske ambassade i København til Udenrigsministeriet og bad ministeriets direktør om at meddele udenrigsminister P. Munch, at den tyske ambassadør ønskede en samtale med ham kl. 04:20.
Gedser blev det første sted grænsen blev brudt. Omkring 03:45 opdagede man i Gedser Havn den tyske færge Mecklenburg. Den kom lidt tidligere end den plejede. Normalt skulle den først lægge til 04:30, men i dag løb den ind i havnen lidt i fire. Togbetjent Karl Petersen fortæller:
| Citat | 'Der kommer færgen, jeg går over og firer klappen', sagde jeg, hvorefter jeg gik ind i rejsegodsekspeditionen og tog svinget til klappen [...] Jeg bemærkede intet usædvanligt, idet det var de sædvanlige kendte matroser og styrmænd, der stod i færgens stævn klar som sædvanligt til at få fortøjet. Straks efter at klappen var firet ned, kom styrmanden i land og bad mig om at give sig svinget til klappen, hvilket jeg ikke straks reagerede på, idet jeg fandt forlangendet mærkeligt og usædvanligt, men jeg lagde mærke til, at styrmanden stod med en 'lukket firkantet pistol' [...] hvorefter jeg kastede svinget op på motorkassen til spillet. [...] Efter at styrmanden havde taget svinget, gik han ind på broklappen, tog en lommelygte op af lommen og blinkede ind over skibet, og derefter løb en del soldater i land og påbegyndte besættelsen af stationen. Jeg gik derefter hen til styrmanden og sagde til ham, at de ikke havde lov til at holde manøvre i Danmark, [...] men straks efter blev jeg tillige med de øvrige omringet af tyske soldater [og] midlertidig holdt indespærret. | Citat |
|       | |       |

Det hele gik så hurtigt at ingen nåede at slå alarm, før tyskerne havde ødelagt telefonerne. Derefter kørte en hel kolonne motorcykler ud fra færgen og kørte hurtigt nordpå mod Storstrømsbroen. Klokken 04:00 ved jernbaneviadukten i Padborg blev tre danske grænse-gendarmer, som var på vej til et samlingspunkt i Bov, skudt ned af civilklædte tyske soldater fra Brandenburger-afdelingen. Den ene gendarm blev dræbt på stedet, medens de to andre døde senere samme dag på Sønderborg Sygehus. Gendarmerne blev de første danske tab under invasionen. De tre intetanende grænsegendarmer mødtes tilfældigt ved broen denne nat. De tyske soldater misforstod situationen og troede, de var i gang med at lægge en sprængladning under broen, hvorefter de skød de tre gendarmer ned. En mindesten med indskriften ”Skudt af civilklædte personer” blev rejst på stedet. Ti minutter senere rapporterede grænsevagterne i Sæd til Tøndergarnisonen, at "fire tyske soldater stod og rokkede med den danske grænsebom", og på baggrund af denne melding blev garnisonens soldater alarmeret.

### Wesertag
Tyske fly, der fløj ind over Danmark den 9. april 1940, kastede løbesedler ned med et fejlfyldt OPROP!. Det var skrevet af Hitler selv. Klokken 04:15 krydsede tyske tropper grænsen ved Kruså, Padborg, Rens og Sæd. 170. Infanterie-Divisions hovedstyrke (Regiment 391 og 399) krydsede grænsen ved Kruså, 11. Schützen-Brigade ved Padborg og Rens og Infanterie-Regiment 401 af 170. Infanterie-Division ved Sæd. Imens gik tre kompagnier af Infanterie-Regiment 399 i land i Snoghøj og Middelfart i nærheden af Lillebæltsbroen.
Kl. 04:20 kom ambassadør Renthe-Fink og den tyske militærattaché Petersen til udenrigsminister P. Munchs hjem og fortalte ministeren, at der var beviser for, at briterne planlagde et overfald på Danmark, og at Tyskland ville beskytte Danmark mod dette. Renthe-Fink fortalte, at tyske tropper havde krydset grænsen, og bombefly stod klar til at bombe København, hvis danskerne satte sig til modværge, hvorpå han gav ministeren et memorandum med 13 ultimative krav. Udenrigsministeren protesterede mod neutralitetskrænkelsen og sagde, at han måtte forelægge kravene for kongen og statsministeren Thorvald Stauning, før han kunne give ambassadøren et svar. Samtidig lagde "Hansestadt Danzig" til kaj ved Langelinie i København. En forstærket bataljon af Infanterie-Regiment 308 gik i land og begyndte fremrykningen mod Kastellet. En radiosender blev lastet på en ventende lastbil (med seks civile tyskere) og fulgte soldaterne til Kastellet.
I Sønderjylland rykkede garnisonen i Haderslev ud efter alarm fra Søgårdlejren. Klokken 04:25 fik Generalstaben melding om, at tyskerne havde krydset grænsen. Søværnskommandoen rapporterede om, at tyskerne var gået i land i Middelfart og Nyborg. Samtidig rapporterede krigsministeriets direktør til chefen for Generalstaben, generalløjtnant William W. Prior, at tyske tropper var gået i land på Fyn og bad ham komme til ministeriet. Han nåede kun lige at forlade Kastellet inden den tyske bataljon fra Langelinie rykkede ind. Klokken 04:45 begyndte 198. Infanterie-Divisions (Infanterie-Regiment 305, 308 og 326) landgangen i Korsør. I Tønder trak Tøndergarnisonen sig tilbage nordpå, samtidig med at tyskerne stod foran kaserneporten, og udenrigsminister P. Munch anmodede hoffet om et møde med kongen.
Fem minutter senere tog 19 mand fra 1. deling af fodfolkspionerernes afværgekompagni med to 20 mm Madsen maskinkanoner og et let maskingevær som de første danske soldater kampen op mod tyskerne ved Lundtoftbjerg på hovedvej 10, tre km nord for Kruså. Danskerne ødelagde to panservogne og tre motorcykler. Da tyskerne sendte kampvogne frem for at omgå den danske stilling, trak danskerne sig tilbage nordpå. En dansk soldat blev såret under kampen, og en blev dræbt under retræten. Samtidig alarmerede generalstaben Værløselejren om det tyske angreb. Klokken 04:55 stormede tyske soldater Kastellet gennem Sjællandsporten og Norgesporten, som blev sprængt. Vagthavende officer i Kastellet, kaptajnløjtnant Stenkov, blev vækket af sprængningen og alarmerede Generalstaben om, at tyskerne var i gang med at besætte Kastellet. Efter at Kastellet var besat af tyske tropper, satte de en radiosender op. Den fik kontakt med 198. division i Korsør og med den tyske ambassade i København. Samtidig blev kongen og dronningen vækket og underrettet om udenrigsministerens henvendelse.
Efter at være blevet informeret om situationen af krigsministeriets direktør gav generalløjtnant Prior ordre til at alarmere Sjællandske og Jyske Division og beordre dem til at være klar til kamp. Klokken 05:15 sprang 96 tyske faldskærmsjægere (fra 4./FJR 1) ud fra ni Junkers Ju 52/3m transportfly (fra 8./KGzbV 1) over Masnedø og Storstrømsbroen. De erobrede Masnedøfortet og broen uden modstand. Livgardens kaserne alarmerede med telefon slotsvagten på Amalienborg om at tyskerne havde besat Kastellet. Fem minutter senere ankom den danske statsminister Stauning til Amalienborg. Ved Hokkerup nordøst for Kruså angreb tyske styrker en dansk vejspærring på hovedvej 8. Styrken på 34 danske soldater ødelagde tre panservogne, en pansret mandskabsvogn og en panserværnskanon, før de blev omringet og tvunget til at overgive sig. Klokken 05:25 begyndte 28 Heinkel He 111 bombefly fra I/KG 4 at demonstrere deres styrke over København, hvor de også kastede flyveblade med teksten OPROP!. Samtidig havde tyske tropper besat Lillebæltsbroen og sikret den mod luftangreb.
Klokken 05:30 kom det til kamphandlinger mellem danske og tyske soldater ved Abild på hovedvej 11 nord for Tønder. Det lykkedes danskerne at forsinke tyskerne længe nok til at en stilling ved Sølsted lidt længere nordpå kunne klargøres. Tyskerne bad om flystøtte bestående af tre Henschel Hs 126 jagerbombere, før de kunne fortsætte fremrykningen. På samme tidspunkt kom det til skudveksling mellem gardere på Amalienborg og tyske soldater i Amaliegade og Bredgade. Garden slog det tyske angreb tilbage, men tre gardere blev såret ved kampen. Det gav kongen og kronprinsen tid til at drøfte situationen med statsministeren, udenrigsministeren og general Prior.
Samtidig gik en søløjtnant og 12 matroser fra "Hansestadt Danzig" om bord på det danske artilleriskib "Niels Juel" og forlangte at kanoner og andre våben blev tømt og at al ammunition skulle låses ned. Kaptajnen bøjede sig for tyskernes krav, da han ikke kunne gøre noget mod overmagten.
I Værløselejren gjorde de danske eskadriller sig klar til at udstationere deres fly på forskellige flyvepladser rundt om i landet og et rekognosceringsfly, en Fokker C.V-E med løjtnant V. Godtfredsen og sekondløjtnant G.F Brodersen om bord, lettede klokken 05:45. De skulle udføre en rekognosceringsflyvning over Sønderjylland, men da flyet nåede en højde på 50 m fløj to eskadriller Messerschmitt Bf 110 tunge jagerfly fra 1./ZG 1 ind over flyvepladsen og skød rekognosceringsflyet ned. Derefter fløj de tilbage og beskød flyvepladsen flere gange og ødelagde syv danske fly og påførte yderligere 14 fly betydelige skader. Begivenhederne beskrives således af en tysk pilot:
| Citat                                                                    | Jeg kunne se vores mål, hovedlufthavnen i udkanten af København. På asfalten under mig stod 10 gamle højvingede Fokker-rekognosceringsfly og omkring 40 jagerfly af typen Fokker D-21 på række i morgensolen, og det så ud som om de var ved at gøre klar til at lette. Hvis de nåede at komme i luften, ville vi have hænderne fulde - nærkamp med en D-21 i lav højde ville ikke være en nem opgave. På det tidspunkt fik jeg øje på et af rekognosceringsflyene, der var ved at lette. Den var kommet 100 m op i luften, og jeg begyndte at flyve efter den. Imens begyndte de andre fly at beskyde de jagerfly, der nu taxiede, mens antiluftskyts begyndte at beskyde os. Jeg affyrede både maskinkanon og maskingevær, og rekognosceringsflyet brød i brand og styrtede til jorden, mens jeg genvandt højden. Jeg vendte mit eget fly rundt og så røg og flammer stå op fra de brændende fly på jorden. | Citat |
| Wolfgang Falck, øverstbefalende for I/ZG1, om angrebet på Værløselejren. | |       |

Klokken 06:00 besluttede regeringen og kongen at indstille kampen for at undgå, at København blev bombet som Warszawa året før og beordrede alle danske militærafdelinger til at indstille alle kamphandlinger og optage forbindelse med de tyske enheder. Kampene fortsatte dog i yderligere to timer inden ordren om at nedlægge våbnene nåede frem til alle afdelinger. Fem minutter senere fik den vagthavende officer på Amalienborg, kaptajn Henningsen, ordre om at tage kontakt med tyskerne for at få standset skydningen ved Amalienborg. Fra tysk side blev det accepteret at indstille skydningen og at undlade yderligere fremtrængen mod slottet. Klokken 06:15 sprang tyske faldskærmsjægere fra 4./FJR 1 ud over Aalborg og besatte uden modstand byens to flyvepladser; det var første gang at faldskærmstropper indtog en lufthavn. . Kort tid efter ankom 53 Junkers Ju 52/3m transportfly fra I/KGzbV 1 til flyvepladsen med en infanteribataljon (III/IR 159), og inden en time var flyvepladserne klar til brug for operationerne i Sydnorge.

### Modstanden fortsætter
Til trods for kongens ordre om våbenhvile, fortsatte kampene i Sønderjylland. Klokken 06:30 angreb tyskerne den danske stilling i Bjergskov nord for Søgård, og da de tyske kampvogne brød gennem vejspærringen blev den danske styrke hurtigt omringet og overgav sig. På hovedvej 11 ved Sølsted ødelagde danskerne to panservogne og standsede midlertidigt tyskernes fremrykning. Tyskerne besluttede da at sende infanteri ud på begge sider af vejen, for at omgå den danske maskinkanonstilling. Fem minutter senere, ved Bredevad, lykkedes det danskerne at standse det tyske angreb med en 20 mm maskinkanon ved en vejspærring, og tre panservogne blev ødelagt. Disse kamphandlinger er udgangspunktet i spillefilmen 9. april fra 2015.
Klokken 06:45 tog delingen, som tidligere havde kæmpet ved Lundtoftbjerg, kampen op mod tyskerne i et vejkryds syd for Aabenraa. Tyskerne havde nu sat kampvogne forrest, og danskerne klarede kun at skyde bælterne af en kampvogn inden de startede deres motorcykler, og klokken 07:00 trak sig tilbage nordpå. Klokken 07:15 havde tyskerne nået Slagelse, Vordingborg og Aabenraa, og Bredevad-styrken trak sig tilbage til Rødekro. Tyske tropper rykkede derefter ind i Bredevad fra øst og tvang den danske styrke til overgivelse.
Klokken 7:30 om morgenen blev den danske styrke ved Sølsted tvunget til at trække sig tilbage, da den blev angrebet af tyske Messerschmitt Bf 110 jagerfly, og fem minutter senere ankom afdelingen, som havde kæmpet mod tyskerne ved Lundtoftbjerg og Aabenraa til Haderslev. De gik i stilling nord for Haderslev Kaserne. Klokken 07:50 angreb tyske kampvogne den danske stilling ved Slotsmøllen i den sydlige del af Haderslev. En dansk Bofors 37 mm panserværnskanon blev nedkæmpet, efter at den havde skudt bælterne af et par tyske kampvogne, og kampen fortsatte derefter foran en spærring af mælkevogne lige bag kanonstillingen. Fem minutter senere angreb tyskerne danskernes stillinger i Bredebro på hovedvej 11, og ti minutter senere var styrken omringet og overgav sig. Klokken 08:00 fik Haderslev-styrken ved Slotsmøllen ordre fra Jyske Division om at indstille modstanden. Den tog derefter kontakt med den tyske divisionsgeneral Witte.
Da tyske kampvogne kørte op gennem Nørregade, blev de beskudt af danske soldater fra Haderslev Kaserne. To kampvogne blev påført skader og en motorcyklist dræbt. Mens tyskerne sendte forstærkninger for at nedkæmpe danskerne på kasernen, blev kampene standset af politimesteren efter at denne var blevet informeret om regeringens beslutning om ikke at fortsætte kampen. Klokken var da 08:15. Imens fortsatte 198. Infanterie-Divisions fremrykning mod København. Selvom general Röttig dagen før havde gjort sine officerer opmærksomme på den naturlige forsvarsstilling ved Vårby Bakke udenfor Slagelse, havde de danske soldater ved garnisonen i Slagelse ikke tid til at bemande stillingerne her. Ironisk nok havde de danske soldater så sent som dagen før afholdt en øvelse her. Da de tyske soldater rykkede ind i Slagelse kl. 06:45, blev de af en dansk løjtnant informeret om, at de danske soldater havde fået ordre om ikke at yde modstand. Garnisonskommandanten modtog tyskerne ved kaserneporten, mens de danske soldater på eksercerpladsen stod opstillet til parade. Da general Röttig nåede frem nogle minutter senere, gav kommandanten soldaterne ordre til at præsentere gevær.
Derefter fortsatte Röttig langs hovedvej 1. Klokken 8:30 nåede de tyske tropper garnisonsbyen Ringsted, og klokken 9:00 nåede de garnisonsbyen Roskilde. Klokken 11:45 nåede 198. Infanterie-Division Københavns forstæder, og tyskerne havde da taget kontrollen over hele Danmark, med undtagelse af Bornholm, der blev besat den følgende dag.

## Efterspil
Flere ledende tyskere gav efter invasionen udtryk for at heldet var med dem. De havde ventet større modstand i Sønderjylland og mange flere soldater. Eksempelvis forventede de 2.000-2.500 soldater i Søgårdlejren, mens tallet kun var cirka 650. Men der var en del overraskelse over effektiviteten af danskernes 20 mm maskinkanoner, som ødelagde eller beskadigede i alt 12 panservogne, beskadigede tre kampvogne, ødelagde et ukendt antal motorcykler i kampene i Sønderjylland.
Flådens repræsentant Viceadmiral Rechnitzer samt regeringen mente, at modstand var nytteløs. Hæren repræsenteret ved General Prior ønskede fortsat kamp og opfordrede konge og regering til at fortsætte kampen fra Garderkasernen Høvelte i Nordsjælland. Kongen afslog. Overflyvningen af de voldsomt støjende fly samt truslen om bombning af København medvirkede til at man valgte at stoppe kampen. Det viste sig senere at den tyske trussel var overdrevet. Kun hvis der havde været kampe i byen ville Luftwaffe angribe og i så fald kun ramme fire navngivne kaserner. De fleste soldater, som blev taget til fange af tyskerne, blev sat fri kort tid efter våbenhvilen.
Som den eneste danske officer nægtede oberst Helge Bennike, chefen for 4. regiment i Roskilde, at adlyde ordren om at stoppe kampen. Han gik ud fra, at tyskerne også havde angrebet Sverige, og da han regnede med at svenskerne ville fortsætte kampen, besluttede han at tage færgen fra Helsingør til Helsingborg med sine mænd. Klokken 10:05 forlod han Helsingør sammen med 1. kompagni af 11. bataljon og tog over til Sverige, og ti minutter senere rejste en afdeling af 11. bataljon med opmålingsskibet "Freja", også fra Helsingør til Helsingborg. Da de ankom Helsingborg fandt de ud af, at Sverige ikke var blevet angrebet. De blev afvæbnet og ført til kasernen i Helsingborg. Mens nogle rejste tilbage til Danmark, valgte enkelte at blive i Sverige.
Som et resultat af den samarbejdsvillige indstilling fra de danske myndigheders side, erklærede den tyske besættelsesmagt, at Tyskland ville "respektere den danske nationale suverænitet og territoriale integritet, så vel som neutraliteten", hvilket dog må betragtes som en voldsom selvmodsigelse. Besættelsen af Danmark blev gennemført så hurtigt, at mange danskere vågnede den 9. april uden at være klar over, at den tyske okkupation allerede var et faktum.

### Faldet i kamp den 9. april 1940
De tyske personeltab i forbindelse med invasionen kendes ikke fra officielt hold. En rapport fundet i DISAs arkiver, som primært skulle dokumentere 20 mm maskinkanonens effektivitet, nævner tal på 203 dræbte og et ukendt antal sårede tyske soldater i forbindelse med kampene i Sønderjylland.DISA-rapporten er eneste kilde og tilmed udarbejdet i samarbejde med det daværende Waffenamt, der stod for våbenudvikling og bevæbning af den tyske Wehrmacht, hvilket giver rapporten vægt. Ligeledes understøttes tallet af en af de danske veteraner, Frode Jensen, der, efter kampen var overstået, fik at vide af tyske soldater, at de havde mistet 18 mand mod danskernes to. Endvidere erindrer Frode Jensen, at en af kammeraterne, en maskingeværskytte, dræbte op mod 10 tyskere, inden han selv blev ramt.
Tallet på 203 faldne tyskere er dog omdiskuteret: I en artikel af oberstløjtnant H.J. Jürgensen offentliggjort i Krigshistorisk Tidsskrift 2015, argumenteres der for, at de faktiske tyske tab var 2-3 dræbte og 25-30 sårede. Den nævnte DISA-rapport afvises af oberstløjtnanten som uvederhæftig, på trods af at det er det eneste eksisterende dokument vedrørende tabstal.
Uanset omfanget var det den danske 20 mm maskinkanon i kombination med tyskernes hurtige fremrykning, som forårsagede de tyske tab. Et Heinkel He 111 bombefly blev skudt ned ved Esbjerg. To tyske soldater blev taget til fange af de danske soldater i denne korte krig. De danske tab bestod af 11 soldater, 3 grænsevagter og 2 piloter. 20 soldater blev såret. Nogle få civile blev dræbt eller såret.
Nogle tyske kilder angiver et tysk tabstal på 20-22 dræbte og 65 sårede.[kilde mangler]

### Besættelsen
Den 9. april 1940 indledte Nazi-Tyskland en langvarig besættelse af Danmark. Besættelsen varede helt til den 5. maj 1945, efter at de tyske tropper i Holland, Nordvesttyskland og Danmark havde kapituleret til De Allierede styrker. Dog overgav tyskerne på Bornholm sig først tre dage senere, da tyskerne i hele Europa overgav sig (VE-dag). Bornholm blev efterfølgende besat af Sovjetunionen; inden da var Rønne og Nexø blevet bombet af sovjetiske fly.
I modsætning til de andre besatte lande i Europa, fortsatte regeringen og de fleste offentlige danske institutioner med at fungere relativt uændret under den første del af besættelsen. Den danske regering blev i landet og havde et anstrengt, men fungerende samarbejde med den tyske besættelsesmagt. Kong Christian 10. blev et fremtrædende nationalt symbol blandt befolkningen.
I august 1943 indførte den tyske besættelsesmagt militær undtagelsestilstand og overtog fuldstændig kontrollen over Danmark som følge af omfattende arbejdsnedlæggelser rundt omkring i landet. Den danske regering ophørte med at fungere efter at tyskerne havde stillet en række uacceptable krav. Centraladministrationen fortsatte imidlertid sin virksomhed i form af Departementschefstyret. Den danske modstandsbevægelse voksede støt og blev mere aktiv hvilket førte til en strengere magtanvendelse fra de tyske okkupationsstyrkers side, blandt andet forsøg på at pågribe de danske jøder, arrestation og deportation af politiet, samt indførelse af dødsstraf for sabotage og angreb på besættelsesmagten. Mange medlemmer af modstandsbevægelsen, som blev taget til fange af tyskerne, blev henrettet, og mange danskere mistede livet i tyske gengældelsesaktioner.

## Film
- 9. april, dansk krigsfilm fra 2015.
- 9. April 1940 i København og Viborg, en dansk dokumentarfilm fra 1940 på 11 min.